# Counter-Strike Online
Counter-Strike Online (CSO) es un videojuego táctico de disparos en primera persona, dirigido al mercado de juegos de Asia lanzado en 2008. Está basado en Counter-Strike y fue desarrollado por Nexon con la supervisión del titular de la licencia Valve. Utiliza un modelo de micropagos que es administrado por una versión personalizada de Steam.

## Descripción general
El videojuego presenta una variedad de adiciones al Counter-Strike internacional, como la introducción de personajes femeninos, numerosas armas nuevas y skins para armas anteriores. La mayoría de las armas están "bloqueadas" de forma predeterminada, por lo que el dinero virtual o los puntos de juego son esenciales para comprarlas. La mayoría de las armas especiales, skins, potenciadores, etc. se pueden comprar con dinero virtual. También se puede comprar una variedad de otros artículos especiales con puntos de juego.
Counter-Strike Online en sí mismo es un videojuego gratuito, pero algunas armas se compran con puntos comprados con dinero real. Estas armas suelen caducar después de un cierto período de tiempo, pero a veces se pueden comprar de forma permanente durante una promoción. Ciertas armas y artículos se pueden comprar con puntos que se obtienen al derrotar enemigos, completar objetivos, etc.

### Modos
Counter-Strike Online incluye una variedad de modos que combinan los clásicos de Counter-Strike con nuevas adiciones. Se clasifican en seis categorías: Clásico, Deathmatch, Infección de zombis, Escenarios, Diversión y PvPvE.
- Clásico: se basa en rondas con modos como Desactivación de bombas, Rescate de rehenes, Asesinato y Básico.
- Deathmatch: los jugadores reaparecen inmediatamente después de la muerte. Modos disponibles: Deathmatch, Team Deathmatch y Gun Deathmatch.
- Infección de zombis: los humanos sobreviven a los ataques de zombis. Modos disponibles: Zombie 1: Original, Zombie 2: Mutant, Zombie 3: Hero y Zombie 4: Darkness.
- Escenarios: grupo de 10 jugadores que deben sobrevivir y aniquilar enemigos controlados por computadora para cumplir objetivos específicos. Algunos mapas incluyen jefes. Modos disponibles: Zombie Scenario y Human Scenario.
- Diversión: modos derivados como Hidden, Bazooka Battle, Soccer, Challenge e Item Battle.
- PvPvE: modos jugador contra jugador contra entorno que incluyen Zombie Union, Metal Arena, Battle Rush, Zombie Shelter y Beast.

## Desarrollo
Counter-Strike Online fue anunciado en julio de 2007 mediante un acuerdo entre Nexon y Valve. El título fue diseñado para el mercado asiático, principalmente Corea del Sur, Japón, China y Taiwán, con planes de lanzar el videojuego en otros países asiáticos. Según Gabe Newell, esta era una oportunidad para «personalizar un fenómeno en línea para cada uno de los mercados asiáticos». Una prueba beta fue ejecutada en diciembre de 2007. El videojuego fue lanzado en 2008.

## Torneos
Durante los Grand Finals de los World Cyber Games de 2012 en Kunshan, China, se organizó un torneo de Counter-Strike Online, en el que compitieron equipos de China, Taiwán, Malasia y Corea del Sur. El equipo TYLOO de China ganó el torneo.

## Recepción
El sitio MMOhuts le dio a Counter-Strike Online una calificación de 3/5. Notaron su similitud con el videojuego original y criticaron su tiempo de retardo fuera del sudeste asiático, que es la ubicación de sus centros de servidores. El crítico NoGameNoTalk fue más favorable y elogió los tres nuevos modos de juego de la versión en línea (deathmatch, deathmatch en equipo y zombi) como una mejora con respecto al original.

## Secuela y videojuego derivado
El 5 de abril de 2012, Nexon y Valve anunciaron una asociación para desarrollar Counter-Strike Online 2, que estaba basado en un motor Source mejorado y ofrecía gráficos mejorados, una física de impacto más potente y más funciones nuevas. Estaba dirigido al mercado de videojuegos de Asia. El videojuego utilizaba el modelo de negocio gratuito y de micropagos, similar a su predecesor. Se realizó una prueba beta cerrada el 16 de noviembre de 2011 y una prueba beta abierta en junio de 2013. Después de un período de prueba beta abierta, se lanzó en diciembre de 2013 en los mercados asiáticos. El videojuego fue cerrado el 26 de abril de 2018 después de 5 años de funcionamiento.
En agosto de 2014, Nexon anunció un spin-off, Counter-Strike Nexon: Zombies, que fue lanzado a través de Steam el 7 de octubre de 2014. Esta es la primera adaptación de Counter-Strike Online que se publica a través de la tienda digital Steam de Valve. Counter-Strike Nexon: Zombies pasó a llamarse Counter-Strike Nexon: Studio en 2019.